# Житосвят
Житосвя́т (болг. Житосвят) — село в Бургаській області Болгарії. Входить до складу общини Карнобат.

## Населення
За даними перепису населення 2011 року у селі проживали 149 осіб, з них 125 осіб (98,4%) — болгари.
Розподіл населення за віком у 2011 році:
Динаміка населення: